# Cuprosklodowskita
A cuprosklodowskita (português brasileiro) ou cuprosklodowskite (português europeu) é um mineral que faz parte da família das uraninitas, que são minerais de urânio. Ela é nomeada em homenagem a Maria Sklodowska Curie e Pierre Curie, dois cientistas que fizeram importantes contribuições para a pesquisa de elementos radioativos, incluindo o urânio.
A cuprosklodowskita cristaliza no sistema cristalino triclínico e desenvolve cristais fibrosos a em forma de agulha, que geralmente estão dispostos em agregados minerais radiais ou formam crostas finas. O mineral transparente a translúcido é de cor verde-amarelada a verde-grama e tem uma superfície cerosa nas superfícies.

## Etimologia
O cuprosklodowskita foi nomeado na crença equivocada de que o mineral era o análogo de cobre da sklodowskita, que por sua vez recebeu o nome de Marie Sklodowska Curie (1867–1934).
O nome é inspirado na fórmula química e é dedicado a Marie Curie, nascida Maria Salomea Sklodowska. Inicialmente Buttenbach pensou que estava lidando com uma variedade de sklodowskita.

## Ocorrência
A cuprosklodowskita foi originalmente descoberta na região de Shinkolobwe, na atual República Democrática do Congo. Esta área foi historicamente conhecida por suas ricas reservas de minerais de urânio, e foi explorada principalmente durante o século XX devido à crescente demanda por urânio durante o desenvolvimento da tecnologia nuclear.

## Propriedades
Sua fórmula empírica é Cu(UO₂)₂(HSiO₄)₂·6(H₂O). É de cor verde grama a verde escuro, e seu hábito cristalino é tipicamente acicular com cristais de pontas planas. Esse mineral é altamente radioativo.

## Formação e depósitos
É um mineral que pode ser encontrado como um componente secundário em depósitos de urânio. Sua formação ocorre como resultado de um processo de alteração primária de outros minerais de urânio. Essa alteração primária é um fenômeno geológico no qual minerais de urânio preexistentes passam por transformações químicas e físicas devido a uma série de fatores, como a presença de água subterrânea, pressão e temperatura.

## Estrutura cristal
A cuprosklodowskita cristaliza no grupo espacial triclínico P1 com os parâmetros de rede a = 7,05 Å; b = 9,27Å; c = 6,66 Å com α = 109,2° β = 89,8° e γ = 110,0°, bem como uma unidade de fórmula por célula unitária.
A estrutura básica da cuprosklodowskita consiste em camadas de pentagonais em forma de corrente e ligadas por bordas, unidades bipiramidais de uranila, cujos átomos de oxigênio equatoriais são conectados por átomos de silício coordenados tetraedricamente. Os átomos de silício coordenam três unidades de uranila; o quarto sítio de ligação está saturado por um íon hidróxido. O íon Cu2+ conecta duas camadas adjacentes, ligando dois átomos de oxigênio de unidades opostas de uranila (∠(U-O-Cu) = 142,38°, ∠(O-Cu-O) = 180°). Embora a análise química sugira que a cuprosklodowskita é um análogo de cobre da sklodowskita, isso não é correto do ponto de vista cristalográfico. As diferenças no sistema cristalino (triclínica vs. monoclínico), bem como a conexão diferente das camadas de silicato de uranila pelos cátions divalentes (Cu2+ vs. Mg2+) mostram claramente que esses dois minerais diferem mais entre si do que o nome inicialmente sugere.
| Estrutura cristalina da cuprosklodowskita como modelo de poliedro |
| --- |
| - Na direção a-eixo cristalográfico - Na direção b-eixo cristalográfico - Na direção c-eixo cristalográfico Legenda de cores: Verde escuro=U, Vermelho=O, Amarelo=Si, Laranja=Cu, Cinzaː Moléculas de água0 |